# Simultankirche Worms-Pfeddersheim

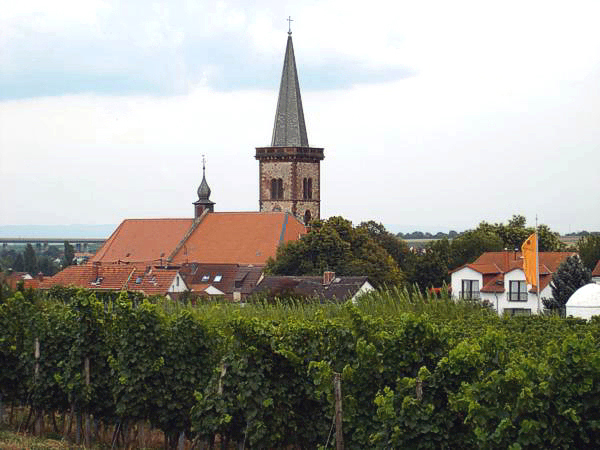
Simultankirche Worms-Pfeddersheim

Die Simultankirche „Mariä Himmelfahrt“ in Worms-Pfeddersheim ist eine durch Protestanten und Katholiken gemeinsam genutzte Simultankirche im Wormser Stadtteil Pfeddersheim, deren Kirchturm auch als städtischer Wachturm diente und deshalb der Stadt Worms als Rechtsnachfolgerin der Stadt Pfeddersheim gehört. Die Kirche ist ein Kulturdenkmal aufgrund des Denkmalschutzgesetzes von  Rheinland-Pfalz.

## Geschichte

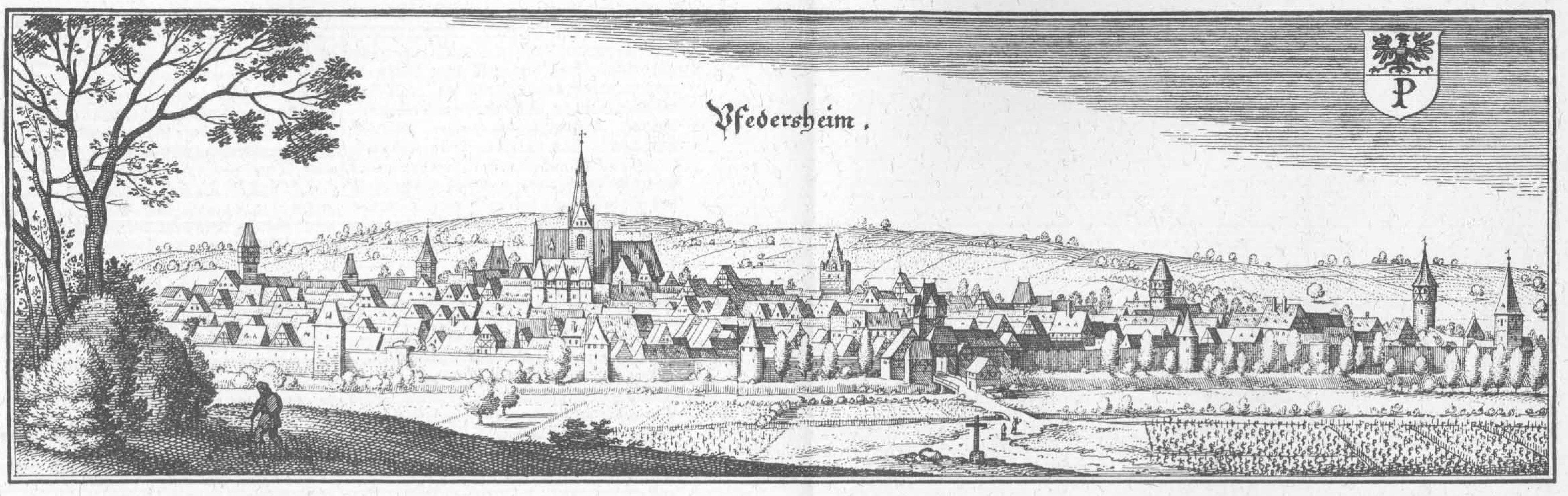
Ansicht von Pfeddersheim aus Merians Topographia Germaniae mit der spätgotischen Vorgängerkirche (1655).

Die älteste bekannte urkundliche Erwähnung der Kirche von Pfeddersheim stammt vom 25. Mai 754, als Bischof Chrodegang von Metz sie der Abtei Gorze verlieh. Eine weitere Erwähnung von 793 belegt die Weihe an Maria. Im „Wormser Synodale“ von 1496 wurde erstmals das Gebäude der Kirche beschrieben: Die Kirche war dreischiffig mit Chorraum, Sakristei und Kapelle. Der Kirchturm gehörte der Stadt Pfeddersheim, da er auch Wach- und Verteidigungszwecken der bürgerlichen Gemeinde diente, ohne direkt in die nördliche Stadtbefestigung eingebunden zu sein. Er war mit einem Turmwächter besetzt.
1525, nach der Schlacht bei Pfeddersheim, wurden in der Kirche 180 Anführer der aufständischen Bauern eingesperrt. 24 von ihnen wurden auf dem Kirchhof hingerichtet. An sie erinnert eine 2000 aufgestellte Friedensstele des Pfeddersheimer Künstlers Horst Rettig.
Die Kirche wurde 1689 im Pfälzischen Erbfolgekrieg wie der Rest der Stadt Pfeddersheim niedergebrannt, lediglich ein Turmstumpf blieb erhalten. Bei der Pfälzischen Kirchenteilung von 1705 war sie noch ruinös. Dennoch erhielt die reformierte Gemeinde das Kirchenschiff, während der katholischen Gemeinde der Chorraum zugesprochen wurde. Der Kirchturm blieb städtisches Eigentum.
Im Rahmen der „Pfälzischen Religionsdeklaration“ vom 21. November 1705 wurde über die Kirchenruine am 20. November 1706 ein Kommissionsbeschluss verfasst. Darin wurde folgendes bestimmt: „Die Pfeddershemer Stattkirch ist völlig verbrannd und in Ruderibus. Hat man sich deßwegen verglichen, dass die Rudera der Kirche denen Reformirten, und hergegen den Catholischen entweder das noch in guthen Mauern stehende Crucis Altar oder Chor verbleiben solle“. In der Teilungsliste heißt es deshalb in der 3. Klasse der Inspektion Neuhausen: „Pfeddersheimer Rudera seynd Beeden Religionen miteinander verblieben“. Katholiken und Reformierte bauten daraufhin je ihren Teil der Kirche mit eigenen Zugängen wieder auf, so dass zwei Kirchen nebeneinander entstanden, die nur durch eine Mauer voneinander getrennt sind.
Dieser Zustand des abgeschwächten Simultaneums ist bestätigt worden durch Pfarrvisitationsberichte vom 3. Oktober 1741 und vom 27. Mai 1754. Im letzteren Bericht heißt es hierzu: Nihil in praeiudicium Catholicae Religionis intenditur. Es bestanden also trotz des Simultaneums keine interkonfessionellen Schwierigkeiten. Die Lutheraner hatten sich laut dem ersten Bericht vom 3. Oktober 1741 inzwischen eine eigene Kirche erbaut (1714).
Die Reformierten benötigten für den Aufbau ihrer Kirche den Zeitraum von 1708 bis 1721. Am 17. August 1721 machte der reformierte Pfarrer Johann Erhard Stückrath im Taufbuch folgenden Eintrag: „Dies ist das erste Kind, das in der nachzu 33 Jahre ödte gelegenen Kirche getauft wurde, an deren Reparation man seit 1708 gearbeitet, welches nach viel Mühe und Not zustande kommen“.
Beim Wiederaufbau von 1708 bis 1721 (reformierter Teil) bzw. bis 1789 (katholischer Teil) wurde die Trennung beider Kirchenteile durch eine Mauer ohne Durchgang vollzogen. Beide Kirchenteile erhielten eigene Eingänge, der bisherige Zugang durch den Kirchturm wurde vermauert. Der reformierte Kirchenraum wurde am 17. August 1721 mit einem Taufgottesdienst eingeweiht.
Von 1798 bis 1801, also während der Zugehörigkeit zu Frankreich nach der Französischen Revolution, diente die Kirche als Dekadentempel des Kantons Pfeddersheim.
Seit der Kirchenunion von 1822 wird das Kirchenschiff von der nun unierten evangelischen Gemeinde genutzt, die lutherische Kirche von 1714, deren Glocken 1839 in die Simultankirche kamen, dient seit den 1970er Jahren als Gemeindehaus. 1931 wurde das Kirchenschiff um einen Choranbau erweitert.

## Beschreibung

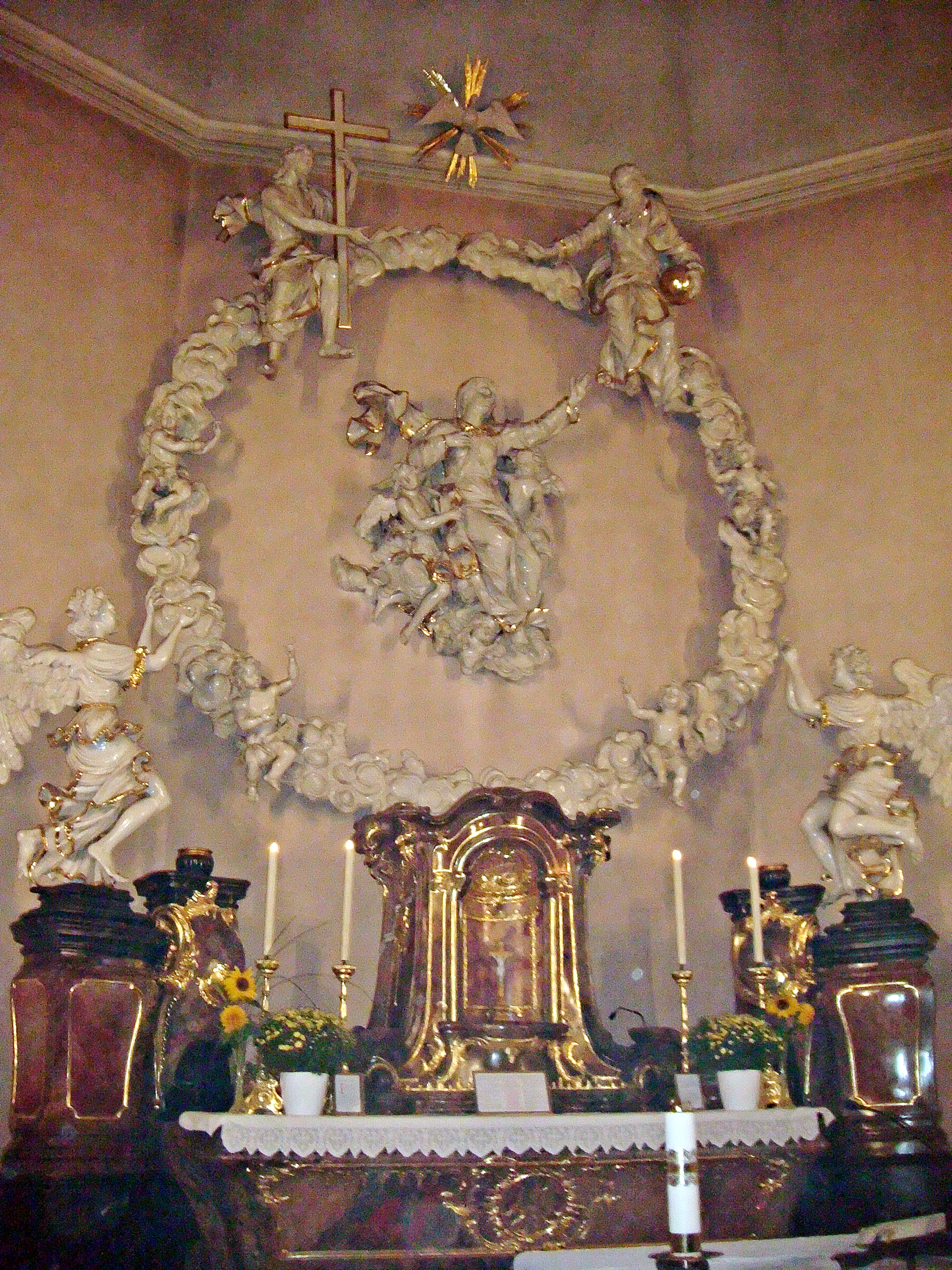
Simultankirche Worms-Pfeddersheim, Hochaltar aus dem Kloster Maria Münster

Der evangelische Kirchenteil ist ein rechteckiger Saalbau, der zwischen 1708 und 1721 auf den mittelalterlichen Grundmauern errichtet wurde, auf der Westseite befindet sich ein querrechteckiger Choranbau von 1931 mit einem Buntglasfenster des auferstandenen Christus. Die restliche Ausstattung stammt im Wesentlichen aus dem 18. Jahrhundert.
Der katholische Teil wurde bis 1789 neu errichtet; bedingt durch die Nutzung der Grundmauern des ehemaligen Chorraums hat er einen Fünfachtelschluss. Die Ausstattung ist klassizistisch, der barocke Maria-Himmelfahrt-Altar kam erst 1992 in die Kirche. Er stammt ursprünglich aus dem Wormser Kloster Maria Münster. Zudem befindet sich hier das Gnadenbild Maria Schutz zu Pfeddersheim, das 1869 einen Brand in Elmpt am Niederrhein unbeschadet überstanden hat. Es kam durch Schenkung hierher und war in den 1930er Jahren ein bekanntes Wallfahrtsziel.
Die drei unteren Geschosse des Turmes stammt aus dem Spätmittelalter; ihre gotische Gestalt wurde in der Renaissance verändert. Das vierte Turmgeschoss mit der Glockenstube und der Spitzhelm mit umlaufendem Balkon sind eine Ergänzung des 19. Jahrhunderts.
Am Kirchturm und in beiden Teilen der Kirche befinden sich Grabsteine des 16. bis 18. Jahrhunderts. Die Trennwand zwischen den Kirchenteilen wird von einem Dachreiter mit Zwiebelhaube bekrönt.

## Orgeln
In den evangelischen Kirchenraum wurde um 1770 eine Stumm-Orgel mit 25 Registern eingebaut. 1913 wurde sie gegen eine 22 klingende Register umfassende zweimanualige Walcker-Orgel mit Organola ausgetauscht, der Orgelprospekt blieb erhalten. Orgel und Organola wurden 2000 restauriert, eine weitere Restaurierung der Organola wurde 2011 abgeschlossen. Die evangelische Gemeinde besitzt noch etwa 60 Notenrollen aus der Entstehungszeit der Organola, darunter auch Einspielungen von Albert Schweitzer. Das Organola genießt besonderen Schutz als technisches Denkmal, da es das einzige erhaltene Instrument dieser Bauart in Deutschland ist. Die Orgel verfügt über folgende Disposition:
| I Hauptwerk C–        |       |
| Bourdon               | 16′   |
| Prinzipal             | 8′    |
| Konzertflöte          | 8′    |
| Viola da Gamba        | 8′    |
| Dolce                 | 8′    |
| Oktave                | 4′    |
| Rohrflöte             | 4′    |
| Cornett-Mixtur III–IV | 2 ⁄3′ |

| II Schwellwerk C–                           |    |
| Geigenprinzipal                             | 8′ |
| Flauto amabile                              | 8′ |
| Lieblich Gedackt                            | 8′ |
| Quintatön                                   | 8′ |
| Salicional                                  | 8′ |
| Aeoline                                     | 8′ |
| Vox coelestis                               | 8’ |
| Pseudooboe (aus Flauto amabile + Quintatön) | 8′ |
| Gemshorn                                    | 4′ |
| Flauto dolce                                | 4′ |
| Piccolo                                     | 2′ |
| Harmonia aethera II–III                     |    |

| Pedal C–                            |     |
| Subbass                             | 16′ |
| Violonbass                          | 16′ |
| Gedecktbass (aus HW-Bourdon)        | 16′ |
| Prinzipalbass                       | 8′  |
| Flötbass (aus HW-Konzertflöte)      | 8′  |
| Violoncello (aus HW-Viola da Gamba) | 8′  |

- Koppeln:
  - Normalkoppeln: II/I, I/P, II/P
  - Suboktavkoppeln II/I
  - Superoktavkoppeln II/I
- Spielhilfen: Tremulant, Freie Kombination, Festkombinationen (Piano, Mezzoforte, Forte, Tutti), Crescendowalze, Kalkantenruf

Im katholischen Teil der Kirche wurde 1792 ebenfalls eine Stumm-Orgel hinter einem Prospekt im Zopfstil eingebaut, die von Friedrich Carl Stumm entworfen wurde und 14 Register umfasst. Sie ist weitgehend erhalten und wurde 1998 durch Förster & Nicolaus restauriert.
| Manual C–d3      |    |
| Prinzipal        | 4′ |
| Hohlpfeif B/D    | 8′ |
| Flaut traver D   | 4′ |
| Viol di gamb B/D | 8′ |
| Solicinal        | 4′ |
| Rohrfloet B/D    | 4′ |
| Quint            | 3′ |
| Octav            | 2′ |
| Mixtur           | 1′ |
| Trompet B/D      | 8′ |
| Vox humana B/D   | 8′ |

| Pedal C–g0 |     |
| Sub Baß    | 16′ |
| Octav Baß  | 8′  |
| Violon Baß | 8′  |

- Koppeln: I/P.
- Spielhilfen: Tremulant

## Glocken
Das Geläut der Simultankirche umfasst sechs Glocken, von denen je zwei der evangelischen und der katholischen Gemeinde sowie der Stadt Worms gehören. Zu evangelischen Gottesdiensten werden die evangelischen und die städtischen Glocken geläutet, zu katholischen die katholischen und städtischen; bei ökumenischen Anlässen erklingt das volle Geläut. Die Luther-Glocke der evangelischen Gemeinde schlägt auch den Stundenschlag.
Das Läuterecht für alle Glocken wurde 1910 in einem Vertrag zwischen den beiden Kirchengemeinden und der politischen Gemeinde geregelt. Danach bestimmen die Kirchengemeinden über das Geläut in allen kultischen Angelegenheiten, während die politische Gemeinde lediglich zu weltlichen Anlässen läuten darf, unter anderem für Mittags-, Abend-, Sturm- und Feuerläuten. Als 1956 die evangelische Kirchengemeinde das Totengeläut für einen konfessionslosen Pfeddersheimer verweigerte, entschloss sich die politische Gemeinde zum Bau eines eigenen Glockenturms auf dem kommunalen Friedhof.
| Name              | Eigentümer   | Gussjahr | Gießer                      | Gewicht (kg) | Nominal | Inschrift |
| ----------------- | ------------ | -------- | --------------------------- | ------------ | ------- | --- |
| Christus          | ev. Gemeinde |          |                             | 846          | f1      | „Jesus Christus gestern und heute und derselbe auch in Ewigkeit“ (Heb 13, 8) |
| Totengedenkglocke | Stadt Worms  | 1952     | Rincker, Sinn               | 587          | g1      | „Den Opfern beider Weltkriege zum Gedächtnis“ |
| Christkönig       | rk. Gemeinde | 1953     | Hermann Hamm, Frankenthal   | 468          | a1      | „Du König der Herrlichkeit, Sanctus, steh uns bei“ |
| Friedensglocke    | Stadt Worms  | 1952     | Rincker, Sinn               | 364          | b1      | „Friede sei stets dein Geläute“ |
| Maria             | rk. Gemeinde | 1953     | Hermann Hamm, Frankenthal   | 268          | c2      | „Du Königin des Himmels, Maria, bitte für uns“ |
| Luther            | ev. Gemeinde | 1769     | Johann Zimmermann, Mannheim | 154          | d2      | „Haec campana comparata est in honorem dei et usum Lutheranorum Pedderheniensum Anno Christi 1769“ „Diese Glocke wurde gegossen zu Ehren Gottes und zum Gebrauch der Pfeddersheimer Lutheraner im Jahre 1769“ |